# Orthosia virgata
Orthosia virgata là một loài thực vật có hoa trong họ La bố ma. Loài này được (Poir.) E. Fourn. mô tả khoa học đầu tiên năm 1885.

## Hình ảnh

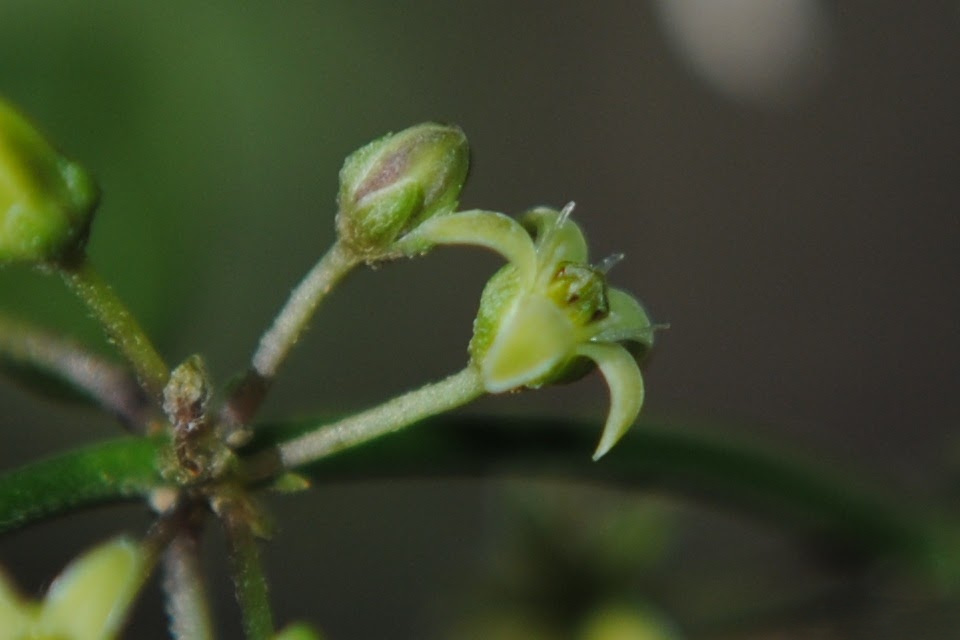
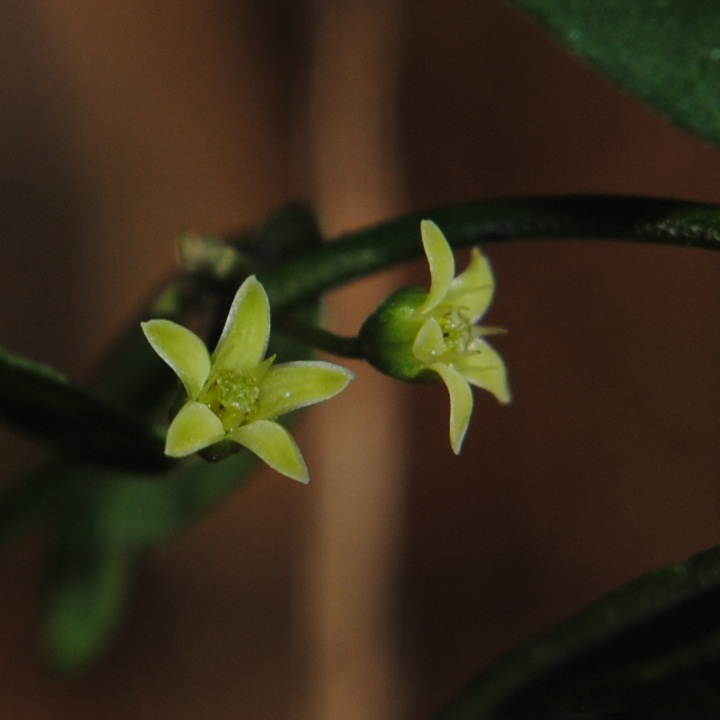
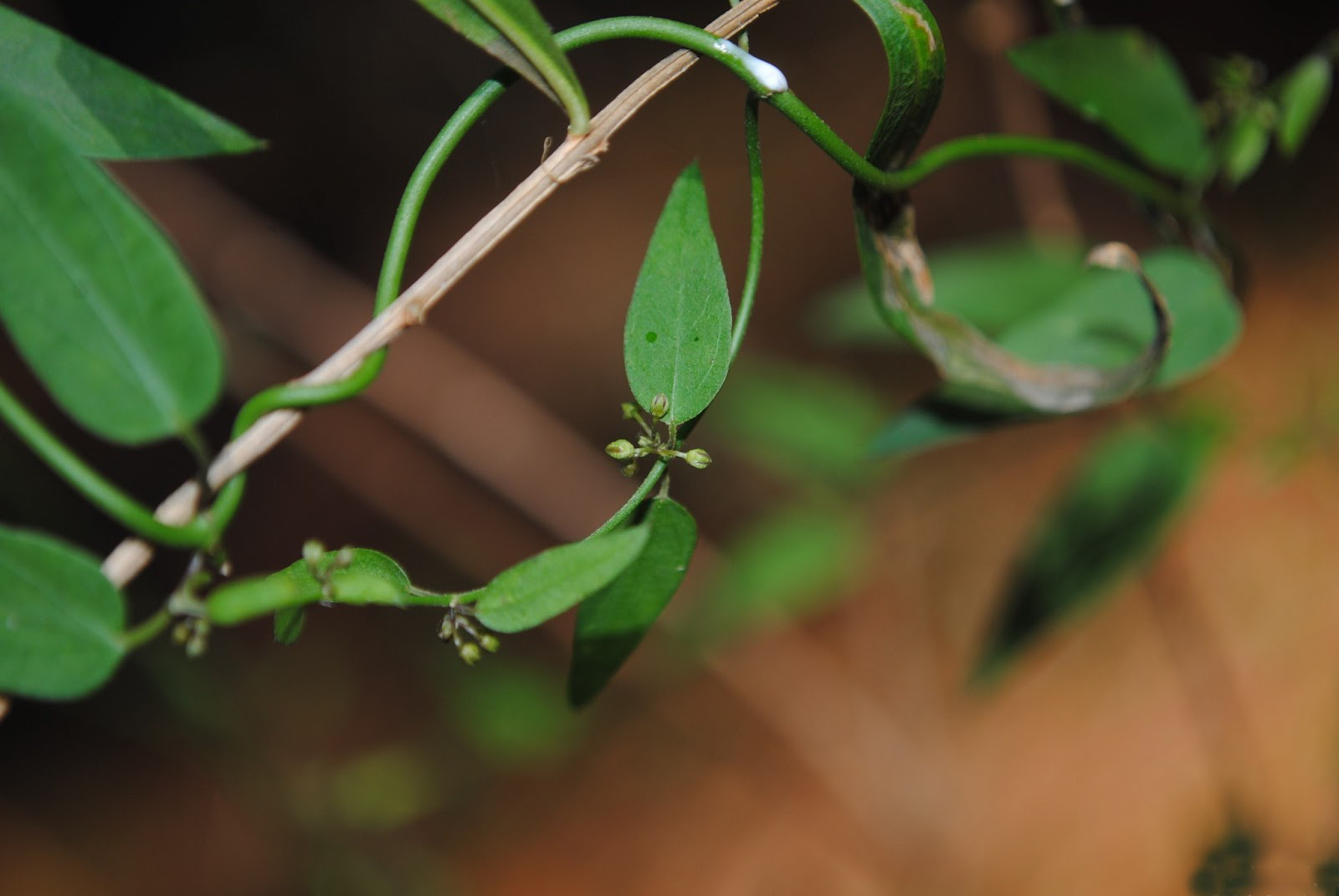
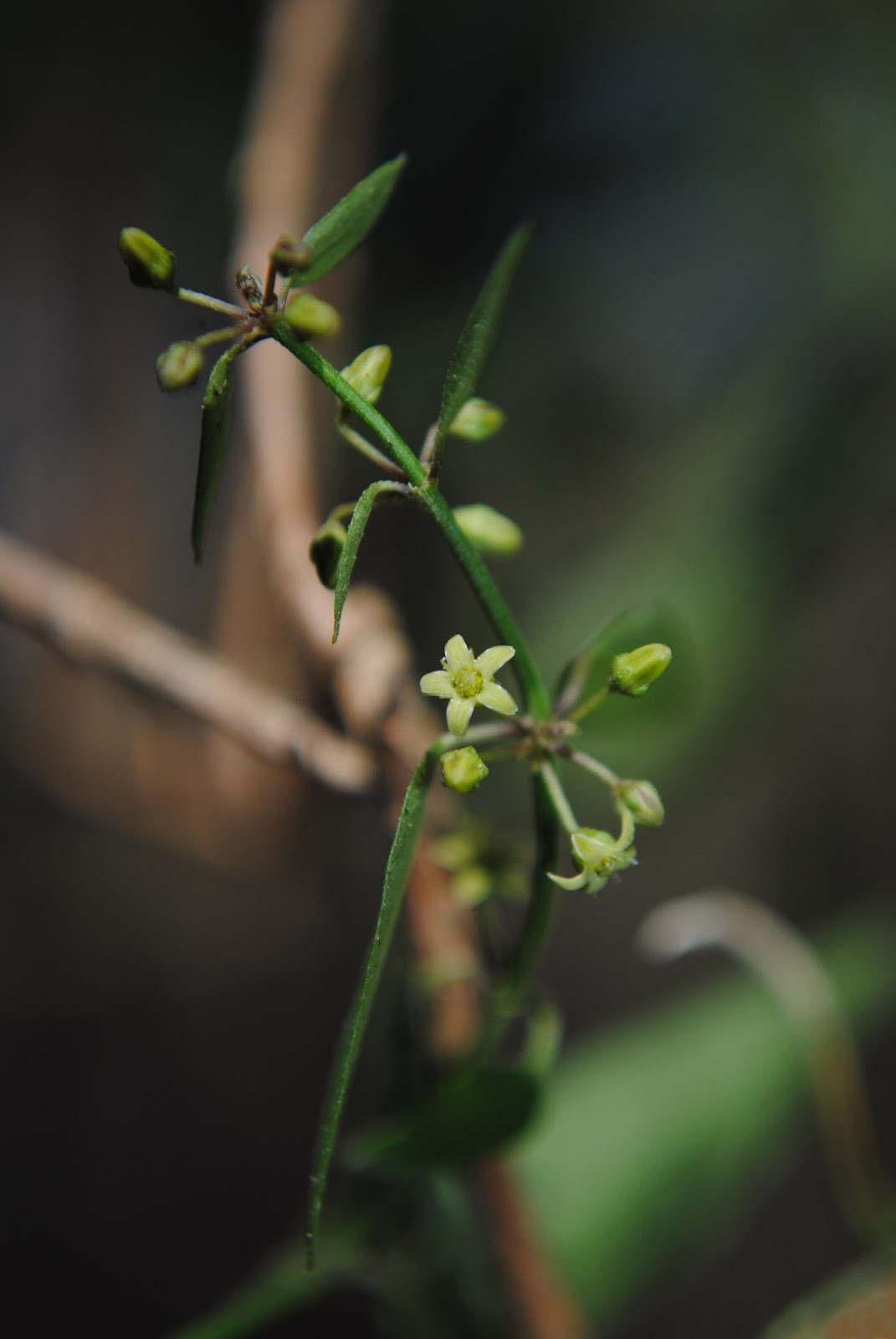